# Руда (гміна)
Гміна Руда — колишня (1934—1939 роки) сільська гміна Жидачівського повіту Станиславівського воєводства Польської республіки (1918–1939) років Центром гміни було село Руда.
1 серпня 1934 року в Жидачівському повіті Станиславівського воєводства було створено гміну Руда з центром в с. Руда. В склад гміни входили такі сільські громади: Ганнівці, Сидорівка, Крехів, Лівчиці, Махлинець, Нове Село, Облазниця, Покрівці, Сулятичі, Жирівське і Руда.
У час німецької окупації гміну розформовано у гміни Нове Село і Лагівці Зарічні (Покрівці були включені до гміни Жидачів).
Населення гміни станом на 1931 рік становило 10369 осіб.